# 短叶罗汉松
短叶罗汉松（学名：Podocarpus macrophyllus var. maki）为罗汉松科罗汉松属罗汉松的变种。分布在原产日本以及中国大陆的江西、云南、江苏、陕西、湖北、贵州、广东、广西、湖南、四川、福建、浙江等地，目前已由人工引种栽培。

## 别名
小罗汉松（中国树木分类学），小叶罗汉松（中国裸子植物志），短叶土杉（中国高等植物图鉴）